# Hypsoides bipars
Hypsoides bipars är en fjärilsart som beskrevs av Butler 1882. Hypsoides bipars ingår i släktet Hypsoides och familjen tandspinnare. Inga underarter finns listade i Catalogue of Life.